# Pseudoniphargus multidens
Pseudoniphargus multidens is een vlokreeftensoort uit de familie van de Allocrangonyctidae. De wetenschappelijke naam van de soort is voor het eerst geldig gepubliceerd in 1988 door Stock.